# زابووچیه (شهرستان خاینووکا)
زابووچیه (به لهستانی:  Zabłocie) یک روستا در لهستان است که در گمینا نارو واقع شده‌است.